# 飞行者
是一部2004年的美國史詩傳記劇情片，由马丁·斯科塞斯執導，約翰·洛根編劇，莱昂纳多·迪卡普里奥、凱特·布蘭琪、凱特·貝琴薩及約翰·C·賴利主演，劇情根據作者查爾斯·海哈姆的1993年傳記書《Howard Hughes: The Secret Life》改編。講述美國一代富豪霍华德·休斯早年生平的故事。
電影於2004年12月25日在美國發行，全球票房總計2.13億美元，且被提名至11項奧斯卡大獎，並獲得了其中5項獎項，包含最佳攝影、最佳剪輯、最佳美術指導、最佳服裝設計及最佳女配角。

## 劇情
在1913年的侯斯頓，霍華·休斯的母親給九歲的他洗澡，並告誡他關於在侯斯頓最近的霍亂疫情：「你不安全。」十四年後，他開始執導電影《地獄天使》，並聘請諾亞·迪特里希來管理他的商業帝國的日常運作。在第一部部分有聲的電影《爵士歌手》上映後，休斯痴迷於逼真地拍攝他的電影，並決定將電影轉換成一部有聲電影。儘管電影受歡迎，休斯仍然不滿意最終的結果，並命令要在好萊塢首映之後重新剪接電影。他與女演員凱瑟琳·赫本談戀愛，她幫助緩解他惡化的強迫症（OCD）症狀。
1935年，休斯測試飛行H-1型競速飛機，把它推到一個新的速度記錄。三年後，他打破了在四天內飛越全世界的世界紀錄。他後來購買了跨大陸及西部航空的大部分股權。泛美航空的公司競爭對手兼董事長胡安·特里普獲得他的密友、參議員歐文·布儒斯特介紹了社會航空公司議案，這是將泛美航空在國際空中旅行上得到專有權。赫本漸漸厭倦了休斯的怪癖，並為了演員史賓沙·德利西而離開他。休斯很快便找到一個15歲的新歡費斯·多梅爾格，以及後來的女演員愛娃·嘉德納。然而，他仍然對赫本有感覺，並脅迫一名記者不要把她與已婚的德利西的新聞報出來。
休斯與美國陸軍航空軍簽訂了兩個項目：建造一部間諜飛機和一部部隊運輸單位。1946年，隨著雲杉之鵝飛行艇仍在建造時，休斯完成了XF-11偵察機，並拿它作飛行試乘。不過，其中一個引擎在飛行中途故障，飛機在比華利山墜毀，休斯嚴重受傷。隨著第二次世界大戰結束，軍隊取消了H-4大力神的訂單，儘管休斯依然以自己的錢繼續發展項目。當他出院時，他被告知他必須選擇資助航空公司或他的「飛行艇」。休斯命令迪特里希抵押跨大陸及西部航空的資產，以便他繼續發展。
隨著他的強迫症惡化，休斯變得越來越多疑，安放麥克風，並竊聽嘉德納的電話線來跟踪她。聯邦調查局（FBI）搜查他的家來找出戰爭牟取暴利的有罪證據，搜查他的財產，而對他的恐懼是，遍及他房子的污垢。布儒斯特私下提出如果休斯賣跨大陸及西部航空給特里普的話，他會放棄起訴，但休斯拒絕了。休斯的強迫症症狀變得極端，而他隱居到一個孤立的「無菌區」三個月。特里普為參議院調查而召見布儒斯特，確信休斯不會出現。嘉德納探望他並親自幫他刷洗和打扮來為聽證會作好準備。
精力充沛的休斯保衛自己來對抗布儒斯特的指控，並指責參議員從特里普中受賄。休斯總結說，他已經承諾完成H-4型飛機，如果他不能令它飛行，他將離開這個國家。議案被立即否決。在成功飛行後，休斯與迪特里希和他的工程師Glenn Odekirk談論一個新的跨大陸及西部航空噴氣式客機。然而，抗菌西裝男士的視線導致休斯恐慌發作。Odekirk在迪特里希呼叫醫生的時候將他藏在洗手間裡，休斯開始回顧起他的童年、他對航空的痴迷，以及他對成功的渴望，重複說了這個短句「未來的路向」。

## 演員與角色
- 莱昂纳多·迪卡普里奥 飾 侯活·曉治
- 凱特·布蘭琪 飾 嘉芙蓮·協賓
- 凱特·貝琴薩 飾 愛娃·嘉德納
- 約翰·C·賴利 飾 諾亞·迪特里希（英语：Noah Dietrich）
- 亞當·斯科特 飾 約翰尼·邁爾
- 艾力·寶雲 飾 胡安·特裡普
- 亞倫·艾達 飾 欧文·布儒斯特（英语：Owen Brewster）
- 關·史蒂芬妮 飾 珍·哈露
- 威廉·達佛 飾 小報編輯
- 裘德·洛 飾 埃羅爾·弗林（Errol Flynn）
- 布伦特·斯派尔 飾 羅伯特·格羅斯

## 發行

### 評價
電影收穫了普遍積極的評價。爛番茄新鮮度87%，基於213位影評人的評論，平均分為7.8/10。而在Metacritic上得分77，代表「普遍好評」。

### 票房
《神鬼玩家》於2004年12月17日在40家劇院中有限上映，首週末共收穫858,021美元。12月25日，電影於美國的1796家劇院廣泛發行，首映當天總票房為420萬美元，該週共收穫860萬美元，排名第4，平均每家劇院收益4,805美元。次週收穫1140萬美元，排名上升至第3，每家劇院6,327美元。這部電影在北美及加拿大的銷售額為1.062億美元，其他地區1.111億美元，全球共計2.137億美元。

## 榮譽
| 頒獎典禮             | 獎項             | 結果 |
| -------------------- | ---------------- | ---- |
| 第62屆金球獎         | 最佳影片         | 獲獎 |
| 第62屆金球獎         | 最佳男主角       | 獲獎 |
| 第62屆金球獎         | 最佳配樂         | 獲獎 |
| 第77屆奧斯卡金像獎   | 最佳攝影         | 獲獎 |
| 第77屆奧斯卡金像獎   | 最佳剪輯         | 獲獎 |
| 第77屆奧斯卡金像獎   | 最佳美術指導     | 獲獎 |
| 第77屆奧斯卡金像獎   | 最佳服裝設計     | 獲獎 |
| 第77屆奧斯卡金像獎   | 最佳女配角       | 獲獎 |
| 第11屆美國演員工會獎 | 最佳戲劇類女配角 | 獲獎 |
| 第58屆英國電影學院獎 | 最佳電影         | 獲獎 |
| 第58屆英國電影學院獎 | 最佳化妝及髮型   | 獲獎 |
| 第58屆英國電影學院獎 | 最佳製作設計     | 獲獎 |
| 第58屆英國電影學院獎 | 最佳女配角       | 獲獎 |

## 外部連結
- 互联网电影数据库（IMDb）上《飞行者》的资料（英文）
- 爛番茄上《飞行者》的資料（英文）
- AllMovie上《飞行者》的资料（英文）
- 豆瓣电影上《飞行者》的資料 （简体中文）
- Box Office Mojo上《飞行者》的資料（英文）
- Metacritic上《飞行者》的資料（英文）